# 7784 Watterson
7784 Watterson este un asteroid din centura principală de asteroizi.

## Descriere
7784 Watterson este un asteroid din centura principală de asteroizi. A fost descoperit pe 5 august 1994 la Catalina Station de Timothy B. Spahr. Asteroidul prezintă o orbită caracterizată de o semiaxă mare de 2,27 ua, o excentricitate de 0,24 și o înclinație de 23,3° în raport cu ecliptica.